# Paul Sahner
Paul Sahner (* 21. Juni 1944 in Bockum-Hövel; † 7. Juni 2015 in Marquartstein) war ein deutscher Journalist und Autor. Er war Mitglied der Chefredaktion der Zeitschrift Bunte und Moderator der Fernsehsendung ...bitte mit Sahner.

## Leben
Sein Volontariat absolvierte Sahner beim Westfalen-Blatt. Anschließend war er Polizeireporter für die Bild-Zeitung in München; in dieser Eigenschaft spielte er sich selbst in der Folge „Ein Playboy segnet das Zeitliche“ der Kriminalserie Der Kommissar. Ab 1976 schrieb der gebürtige Westfale Reportagen unter anderem für Bunte, Hörzu, Abendzeitung und Stern, bis er 1992 die Chefredaktion der deutschen Ausgabe des Männermagazins Penthouse übernahm. Zwei Jahre später kehrte Sahner zu Bunte zurück und war seit Mai 2001 Mitglied der Chefredaktion sowie Chefreporter.
2007 moderierte er die Fernsehsendung ...bitte mit Sahner bei Das Vierte, in der er Prominente interviewte. Gäste waren u. a. Mario Adorf, Veronica Ferres und Hannes Jaenicke. Die taz bezeichnete Sahner 1997 als „Gottvater der Intimbeichte“.
Als Autor verfasste Sahner zahlreiche Künstlerbiografien, unter anderem über die Bee Gees, Rod Stewart, The Who, Pink Floyd oder Karl Lagerfeld.

## Privates
Sahner war in zweiter Ehe mit Martina Sahner verheiratet. Er lebte in München am Viktualienmarkt und hatte einen Wochenendsitz in Marquartstein im Chiemgau, wo er im Juni 2015 im Alter von 70 Jahren an einem Herzinfarkt starb.

## Veröffentlichungen
- Unkenspiele. Minisatiren. Illustriert von Ursula Raith, Raith, Starnberg 1971, ISBN 3-921121-09-4 (= Junge Autoren bei Raith).
- mit Gerd Röckl: Rod Stewart. Bastei Lübbe, Bergisch Gladbach 1979, ISBN 3-404-01367-0 (über Rod Stewart).
- Bee Gees. Bastei Lübbe, Bergisch Gladbach 1979, ISBN 3-404-01237-2 (über Bee Gees).
- mit Thomas Veszelits: The Who. Bastei Lübbe, Bergisch Gladbach 1980, ISBN 3-404-60020-7 (über The Who).
- mit Thomas Veszelits: Pink Floyd. Heyne, München 1979, 1980, 1981, ISBN 3-453-80044-3 (über Pink Floyd).
- Merci, Udo! Herder, Freiburg im Breisgau 2015, ISBN 978-3-451-34256-1 (über Udo Jürgens).
- Ich hatte sie fast alle! Die Geheimnisse eines Promireporters. Blanvalet, München 2015, ISBN 978-3-7645-0549-3. (Autobiografie)
- Karl [Karl Lagerfeld], mvg Verlag, München 2009, ISBN 978-3-86882-015-7.
- Paul Sahner, Katharina Pfannkuch: Karl. 3., aktualisierte und erweiterte Auflage. mvg, München 2019, ISBN 978-3-86882-870-2. (Über Karl Lagerfeld)